# Miltogramma rohdendorfi
Miltogramma rohdendorfi är en tvåvingeart som först beskrevs av Tscharykuliev 1963.  Miltogramma rohdendorfi ingår i släktet Miltogramma och familjen köttflugor.
Artens utbredningsområde är Turkmenistan. Inga underarter finns listade i Catalogue of Life.